# Raheem Lawal
Raheem Adewole Lawal (sinh 4 tháng 5 năm 1990) là một cầu thủ bóng đá Nigeria thi đấu cho câu lạc bộ Thổ Nhĩ Kỳ Osmanlıspor, ở vị trí tiền vệ.

## Sự nghiệp
Lawal từng chơi bóng ở Tây Ban Nha và Thổ Nhĩ Kỳ cho Atlético Baleares, Adana Demirspor và Mersin İdmanyurdu. On 3 tháng 2 năm 2014, Lawal gia nhập đội bóng Süper Lig Eskişehirspor, với bản hợp đồng 3,5 năm.
Anh ra mắt quốc tế cho Nigeria năm 2012, và từng xuất hiện trong các trận đấu vòng loại Cúp bóng đá thế giới.